# Lisa Steier

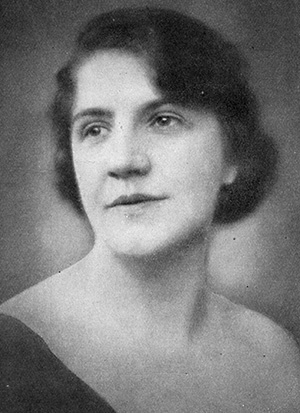
Lisa Steier. Foto i Scenen 1928.

Anna Elisabeth ("Lisa") Steier, född 26 januari 1888 i Stockholm, död 20 augusti 1928 i Nacka, var en svensk balettdansös.

## Biografi
Lisa Steier var elev till Gunhild Rosén, Hans Beck och Michel Fokine. Steier blev elev vid Operans balettkår 1895, figurant 1906, sekonddansös 1908, premiärdansös 1913–1924 och lärare vid balettelevskolan 1921–1924. Hon var även verksam som  danslärare vid Dramaten och tjänstgjorde som balettmästare för Kungliga Baletten på Kungliga Teatern i Stockholm 1926–1927.
Bland hennes roller märks huvudpartiet i Sylfiderna, Arsinoe i Kleopatra, Papillon i Karneval och solopartiet i Svanorna.
Lisa Steier grundade operabalettens enskilda understödskassa. Hon var 1909–1913 gift med löjtnant Léopold Tisseau.